# NGC 7037
NGC 7037 ist ein Asterismus im Sternbild Cygnus. Er wurde am 5. August 1829 von John Herschel entdeckt.